# 26. domobranski pehotni polk (Avstro-Ogrska)
Za druge 26. polke glejte 26. polk.
26. domobranski pehotni polk (izvirno nemško k.k. Landwehr Infanterie Regiment Nr. 26; dobesedno slovensko: Cesarsko-kraljevi deželnobrambovski pehotni polk št. 26) je bil pehotni polk avstro-ogrskega Domobranstva.

## Zgodovina
Polk je bil ustanovljen leta 1901. 

### Prva svetovna vojna
Polkovna narodnostna sestava leta 1914 je bila sledeča: 77% Nemcev in 23% drugih. Naborni okraj polka je bil v Mariboru in Celju, pri čemer so bile polkovne enote garnizirane v Mariboru.
Med prvo svetovno vojno se je polk bojeval tudi na soški fronti, med drugim tudi med tretjo soško fronto. Polk je sodeloval tudi v avstro-ogrski kazenski ekspediciji leta 1916 proti italijanskim položajem na Južnem Tirolskem.. Pod poveljstvom podpolkovnika Floriana von Pasettija se je polk izkazal med dvanajsto soško ofenzivo, zakar je von Pasetti prejel viteški križ reda Marije Terezije.

## Poveljniki polka
- 1914: Wenzel Schönauer[1]